# 索马讷
索马讷（法語：Saumane，法語發音：[soman]）是法国加尔省的一个市镇，属于勒维冈区。

## 地理
索马讷（44°7'12"N, 3°45'39"E）面积12.14 平方千米，位于法国奧克西塔尼大區加尔省，该省份为法国南部沿海省份，南端濒地中海，北起顺时针与阿尔代什省、沃克吕兹省、罗讷河口省、埃罗省、阿韦龙省和洛泽尔省接壤。
与索马讷接壤的市镇（或旧市镇、城区）包括：莱斯特雷许尔、莱普朗捷、圣安德烈-德瓦尔博涅、法兰西谷地穆瓦萨克。

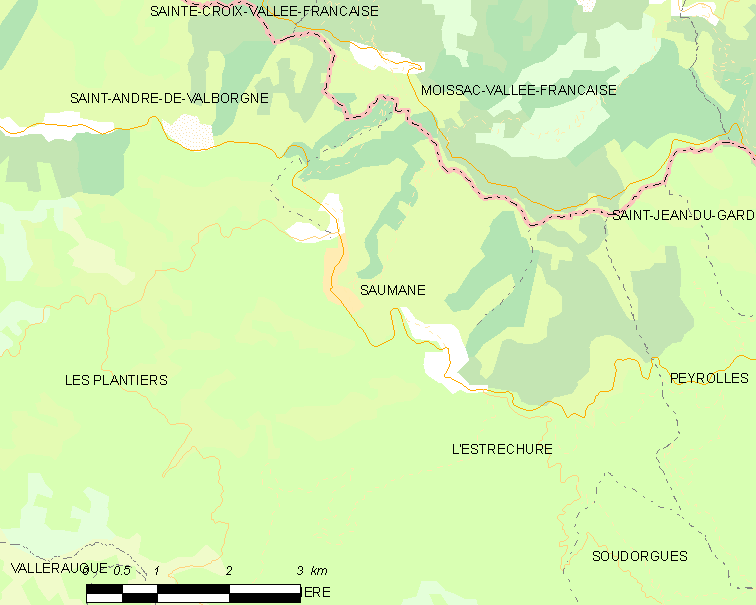
索马讷的OSM定位图

索马讷的时区为UTC+01:00、UTC+02:00（夏令时）。

## 行政
索马讷的邮政编码为30125，INSEE市镇编码为30310。

## 政治
索马讷所属的省级选区为勒维冈县。

## 人口

1962-2008年间索马讷人口变化图示

索马讷于2022年1月1日时的人口数量为296人。